# 12527 Аннерох
12527 Аннерох (1998 JE3, 1988 VS12, 1994 EQ5, 12527 Anneraugh) — астероїд головного поясу, відкритий 1 травня 1998 року.
Тіссеранів параметр щодо Юпітера — 3,530.